# Dżingiel
Dżingiel, dżingel (ang. jingle = dzwonienie, brzęczenie) – przerywnik transmisji, krótki dźwięk, łatwo zapamiętywalny slogan lub melodyjka, używana przede wszystkim w programach radiowych jak również niektórych programach telewizyjnych. Rodzaj spotu reklamującego trwający program lub aktualną rozgłośnię. Nazwa pochodzi od pierwotnej aranżacji stosowanych dżingli – odgłosu dzwoneczków (ang. jingle bells).
Na początku lat 90. w Polsce jako dżingle wykorzystywane były fragmenty istniejących piosenek, głównie tych "wpadających w ucho". Obecnie, ze względu na prawa autorskie, rozgłośnie zlecają produkcję dżingli będących samodzielnymi, niepowtarzalnymi aranżacjami muzycznymi.
Dżinglem nazywa się również przerywnik między utworami na albumie muzycznym oraz czołówkę bloku reklamowego w radiu lub telewizji.